# Prikame Perm
Maillots
Le VK Prikame (en russe : волейбольный клуб Прикамье, voleïbolny klub Prikame) était un club de volley-ball russe basé à Perm, ayant évolué au plus haut niveau national (Superliga).

## Palmarès
Néant

## Effectifs de la saison 2013-2014
| No                                        | Nom                                       | Date de naissance                         | Taille                       | Poids                        | Poste                        |
| ----------------------------------------- | ----------------------------------------- | ----------------------------------------- | ---------------------------- | ---------------------------- | ---------------------------- |
| 1                                         | Anton Andreïev                            | 23 juillet 1987                           | 202                          |                              | Central                      |
| 2                                         | Aleksandr Konnov                          | 1982                                      | 195                          |                              | Réceptionneur-attaquant      |
| 3                                         | Dmitri Kovalev                            | 15 mars 1991                              | 198                          |                              | Passeur                      |
| 4                                         | Aleksandr Tsarev                          | 1982                                      | 185                          |                              | Libero                       |
| 5                                         | Roman Boulanov                            | 1991                                      | 191                          |                              | Réceptionneur-attaquant      |
| 7                                         | Vladimir Iakimov                          | 1987                                      | 203                          |                              | Attaquant                    |
| 8                                         | Pavel Zakharov                            | 7 août 1988                               | 202                          |                              | Réceptionneur-attaquant      |
| 9                                         | Oliver Venno                              | 23 mai 1990                               | 210                          | 105                          | Attaquant                    |
| 10                                        | Aleksandr Safonov                         | 17 juin 1991                              | 205                          | 102                          | Central                      |
| 11                                        | Ivan Kozitsine                            | 20 mars 1987                              | 199                          |                              | Central                      |
| 12                                        | Dmitri Kozlov                             | 1987                                      | 194                          |                              | Passeur                      |
| 13                                        | Vadim Likhocherstov                       | 1989                                      | 216                          |                              | Central                      |
| 15                                        | Alekseï Karpenko                          | 1989                                      | 193                          |                              | Réceptionneur-attaquant      |
| 16                                        | Iouri Fomine                              | 1982                                      | 192                          |                              | Libero                       |
| 18                                        | Sergueï Nikitine                          | 6 avril 1993                              | 194                          |                              | Réceptionneur-attaquant      |
|                                           |                                           |                                           |                              |                              |                              |
| Encadrement technique                     | Encadrement technique                     |                                           | Légende                      | Légende                      | Légende                      |
| Entraîneur : Vladimir Vikoulov            | Entraîneur : Vladimir Vikoulov            | Entraîneur : Vladimir Vikoulov            | : Capitaine                  | : Capitaine                  | : Capitaine                  |
| Entraîneur(s) adjoint(s) : Sergeï Okoulov | Entraîneur(s) adjoint(s) : Sergeï Okoulov | Entraîneur(s) adjoint(s) : Sergeï Okoulov | : Joueur blessé actuellement | : Joueur blessé actuellement | : Joueur blessé actuellement |

| Équipe type : Prikame Perm                                                                                   |
| \| Kovalev · # 3 Zakharov · # 8 Andreïev · # 1 Venno · # 9 Karpenko · # 15 Kozitsine · # 11 Fomine · # 16 \| |
| Kovalev · # 3 Zakharov · # 8 Andreïev · # 1 Venno · # 9 Karpenko · # 15 Kozitsine · # 11 Fomine · # 16       |

| Kovalev · # 3 Zakharov · # 8 Andreïev · # 1 Venno · # 9 Karpenko · # 15 Kozitsine · # 11 Fomine · # 16 |